# 笹川みす
笹川 みす（ささがわ みす（丹羽 みす）、安政2年5月5日（1855年6月18日） - 大正7年（1918年）1月25日）は、新潟県の助産婦・教育者。

## 経歴
1855年（安政2年）、現在の新潟市北区葛塚に、笹川喜七（嘉七）の三女として生まれる。1881年（明治14年）、新潟医学校付属産婆教場が設置されると、第1回入学生となり、1883年（明治16年）、同校卒業。西洋産婆第1号となる。河野貞の後任として同校助教諭試補産婆生徒取締となる。元新発田藩士丹羽済五郎と結婚。
1885年（明治18年）、新潟医学校付属産婆教場が新潟県立甲種新潟医学校付属産婆学校と改称。1886年（明治19年）、警官であった夫の丹羽済五郎が職務中、コレラに罹患・殉職し未亡人となる。
1888年（明治21年）、新潟県立甲種新潟医学校が廃校、同時に付属産婆学校も廃校となる。「新潟私立産婆養成所」を設立し、以後10年間にわたり助産婦教育にあたる。
1892年（明治25年）、『産婆十三戒』を著す。
1898年（明治31年）、新潟私立産婆養成所が高橋辰五郎の高橋産婆学校と合併。以後、産婆教育から手を引き、開業助産婦として新潟市で活躍する。
1915年（大正4年）、養女の丹羽千久代に仕事を譲る。1918年（大正7年）、63歳で没す。

## 関連人物
- 河野貞
- 高橋辰五郎